# Bekaśnica
Bekaśnica (Aramus guarauna) – gatunek dużego ptaka, będącego jedynym przedstawicielem rodziny bekaśnic (Aramidae) z rzędu żurawiowych (Gruiformes). Zamieszkuje strefę międzyzwrotnikową Ameryki – od Meksyku i Florydy (Stany Zjednoczone) przez Karaiby po Argentynę. Nie jest zagrożony.

## Charakterystyka
Wygląd zewnętrznyBrak wyraźnego dymorfizmu płciowego. Wyglądem bekaśnica zbliżona jest do żurawi i ibisów. Upierzenie brązowe, brunatne z szarą głową i szyją. Długie nogi i szyja oraz długi, lekko zadarty w dół dziób.
RozmiaryDorasta do 70 cm długości, rozpiętość skrzydeł do 100 cm.
GłosNocą wydaje głośny, zawodzący odgłos.
ZachowaniePoruszając się, bekaśnica sprawia wrażenie, jakby utykała, stąd jej angielska nazwa – limpkin (limp w jęz. ang. znaczy „utykać”).

## Środowisko
Tropikalne zarośla i moczary.

## Lęgi

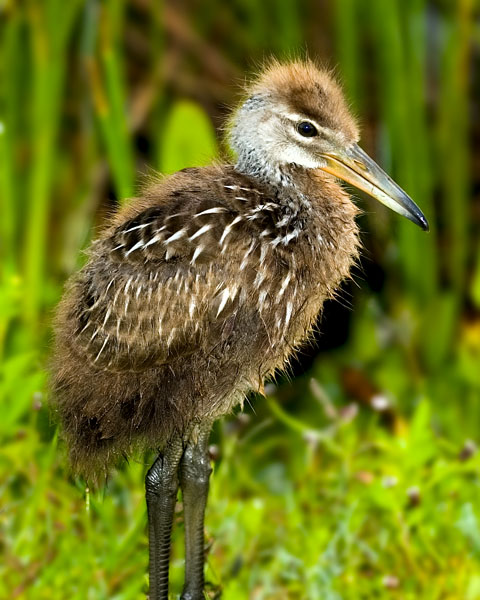
Pisklę

GniazdoGniazduje na ziemi, między gęstymi zaroślami.
JajaSkłada około 6 jaj.

## Pożywienie
Drobne bezkręgowce, płazy, ślimaki i małże.
Dzięki długiemu i lekko wygiętemu dziobowi z łatwością wydostaje ślimaki i małże z muszli.

## Status
IUCN uznaje bekaśnicę za gatunek najmniejszej troski (LC, Least Concern). Liczebność światowej populacji szacowana jest na około 1 000 000 osobników, a jej trend uznawany jest za stabilny.

## Podgatunki
Bekaśnica występuje w 4 podgatunkach:
- Aramus guarauna pictus (F.A.A. Meyer, 1794) – bekaśnica plamista – Floryda, Bahamy, Kuba, Jamajka
- Aramus guarauna elucus J.L. Peters, 1925 – endemit wyspy Haiti, populacja z Portoryko wyginęła
- Aramus guarauna dolosus J.L. Peters, 1925 – południowy Meksyk po zachodnią Panamę
- Aramus guarauna guarauna (Linnaeus, 1766) – bekaśnica brązowa – podgatunek nominatywny, środkowa i wschodnia Panama, Ameryka Południowa po Paragwaj i północną Argentynę.